# Pan-European public procurement online
Pan-European public procurement online, PEPPOL, är ett projekt för att med olika standarder elektroniskt behandla offentliga upphandlingar inom Europeiska unionen. Projektet startades 2008, innefattar saker som digitala varianter för signaturer, upphandlingar, fakturering och annat.